# Ola Joyce
Ola Joyce (artistnamn), född 1980, är en svensk musiker och popartist. 
Debutalbumet Happily Suppressed släpptes i maj 2010 på skivbolaget Universal Records. Debutalbumet fick blandade recensioner. I Expressen skrev Andreas Nunstedt att skrivan var ”en ojämn men lovande debut”. Po Tidholm på Dagens Nyheter imponerades av storslagenheten men menade att ”Det är för rätt alltihop, man hittar inte in”. Magnus Ranheim på Helsingborgs Dagblad kallade Joyce för en ”musikalisk upptäcktsresande” och kallade debuten för ”lika bred som omtumlande av en artist som har framtiden för sig.
Joyce medverkade i nyhetsmorgon i TV4 den 12 januari 2010. Han berättade om sina resor och framförde låtarna ”Window Shopping” och ”Old Fashioned Heartbreak”.

## Diskografi

### Album
- Happily Suppressed   (2010, Universal)

EP:
- Window Shopping (2010, Universal)